# الکسی چورکین
الکسی چورکین (انگلیسی: Alexey Churkin; ۱۹ مارس ۲۰۰۴) وزنه‌بردار اهل قزاقستان است.